# Claudius Fredric Hornstedt
Claës Fredric Hornstedt  ( Linköping, Suécia, 12 de fevereiro de 1758 --Helsingfors, Finlândia, foi um naturalista sueco.